# Глаубе Анна Андріївна
Анна Андріївна Глаубе (Колобаєва) (нар. 9 грудня 1990, Москва, Росія) — російська акторка театру та кіно.

## Життєпис
Анна народилася і виросла в столиці Росії Москві. У дитинстві займалася танцями і відвідувала уроки фортепіано. 
У 2012 здобула диплом Московського державного університету культури і мистецтв за спеціальністю «Зв'язки з громадськістю». Паралельно з навчанням в університеті працювала на телебаченні. У 2015 році закінчила Всеросійський державний інститут кінематографії імені Сергія Герасимова і була прийнята в трупу Московського театру юного глядача.
Професійно співає (колоратурне сопрано), грає на фортепіано. Займається класичними, народними і спортивними танцями, тенісом, фехтуванням, верховою їздою, акробатикою.

## Кар'єра
Студенткою брала участь у постановках: «Трактирниця» К. Гольдоні, «Блез» К. Маньє, «Козячий острів» У. Бетті.  
У Московському театрі юного глядача Анна зіграла: Венді в «Пітері Пені», Рудика в казці «Вовк і семеро козенят», акторку погорілого театру в постановці «В дорозі до...». Також брала участь у виставі «Лисий Амур», яка була двічі нагороджена премією «Кристал Турандот» у 2016 році. 
У 2017 році акторка покинула театр, щоб мати змогу розвивати свою кінокар'єру.
Дебютом Анни Глаубе в кіно стала роль асистентки психолога у фільмі Романа Карімова «Неадекватні люди». У 2011 році долучилась до серіалу-ситкому «Універ. Нова гуртяга».
У 2013 році вийшов серіал «Час дочок», де акторка зіграла одну з головних ролей — Поліну Рудньову.
У 2015 році брала участь у серіалі «Часові рамки». Також її можна побачити у телепроєкті «Інший майор Соколов», у серіалі «Жорстокий світ чоловіків», у «Тесті на вагітність 2».

## Фільмографія
- 2013 — «Час для дочок»
- 2015 — «Обмеження часу»
- 2015 — «День Народження»
- 2016 — «Готель Елеон»
- 2016 — «Фільм #21»
- 2016 — «Партнери»
- 2016 — «Військовий фітнес»
- 2018 — «Молодіжка»
- 2019 — «За законами воєнного часу-3»
- 2019 — «Смерть на наше обличчя»
- 2019 — «Тест на вагітність 2»
- 2020 — «Давайте знайдемо один одного»
- 2020 — «Шукач 4»
- 2020 — «Світляй»
- 2020 — «Метод-2»
- 2022 — «Життя за викликом»